# IL17C
IL17C (англ. Interleukin 17C) – білок, який кодується однойменним геном, розташованим у людей на 16-й хромосомі. Довжина поліпептидного ланцюга білка становить 197 амінокислот, а молекулярна маса — 21 765.
| 10         |  | 20         |  | 30         |  | 40         |  | 50         |
| ---------- |  | ---------- |  | ---------- |  | ---------- |  | ---------- |
| MTLLPGLLFL |  | TWLHTCLAHH |  | DPSLRGHPHS |  | HGTPHCYSAE |  | ELPLGQAPPH |
| LLARGAKWGQ |  | ALPVALVSSL |  | EAASHRGRHE |  | RPSATTQCPV |  | LRPEEVLEAD |
| THQRSISPWR |  | YRVDTDEDRY |  | PQKLAFAECL |  | CRGCIDARTG |  | RETAALNSVR |
| LLQSLLVLRR |  | RPCSRDGSGL |  | PTPGAFAFHT |  | EFIHVPVGCT |  | CVLPRSV    |

A: Аланін

C: Цистеїн

D: Аспарагінова кислота

E: Глутамінова кислота

F: Фенілаланін

G: Гліцин

H: Гістидин

I: Ізолейцин

K: Лізин

L: Лейцин

M: Метіонін

N: Аспарагін

P: Пролін

Q: Глутамін

R: Аргінін

S: Серин

T: Треонін

V: Валін

W: Триптофан

Кодований геном білок за функцією належить до цитокінів. 
Задіяний у такому біологічному процесі, як запальна відповідь. 
Секретований назовні.